# Lega calcistica degli Emirati Arabi Uniti 1973-1974
La UAE Football League 1973–1974 è la 1ª edizione della massima competizione nazionale per club degli Emirati Arabi Uniti a cui presero parte solo  quattro squadre e che venne vinta dall'Sharjah Cultural Sports Club.

## Formula
Vennero organizzati tre gironi su base regionale; le squadre al primo posto si affrontarono in un girone finale, per determinare la squadra campione.

## Prima Fase

### Gruppo 1
- Al Najah
- Al-Nasr
- Sharjah (vincitore)
- Al-Shaab
- Shoala Al Ajmani
- Al-Zamalek

### Gruppo 2
- Al-Ahli Dubai (vincitore)
- Ajman
- Al-Khaleej
- Al Nasr Ajman
- Al-Shabab

### Gruppo 3
- Fujairah
- Dibba Al Hisn
- Al-Ramms
- Ittihad Kalba
- Oman Club (vincitore)
- Ras Al Khaima

## Classifica girone finale
|                                | Pos. | Squadra       | G | V | N | P | GF | GS | Pt |
| ------------------------------ | ---- | ------------- | - | - | - | - | -- | -- | -- |
| Emirati Arabi Uniti (bandiera) | 1    | Sharjah       | 2 | 1 | 1 | 0 | 4  | 1  | 3  |
|                                | 2    | Al-Ahli Dubai | 2 | 0 | 2 | 0 | 0  | 0  | 2  |
|                                | 3    | Oman Club     | 2 | 0 | 1 | 1 | 1  | 4  | 1  |

Legenda:

      Campione degli Emirati Arabi Uniti 1973-1974

Note:
Due punti a vittoria, uno a pareggio, zero a sconfitta.